# 개브리엘 유니언
개브리엘 유니언(영어: Gabrielle Union, 1972년 10월 29일 ~ )은 미국의 배우이다.

## 출연 작품
- 브링 잇 온
- 나쁜 녀석들2
- 크레이블2 : 그레이브
- 신의 손
- 슬립리스: 크리미널 나이트
- 스트레인지 월드 - 메리디언 클레이드 역